# Пітайо патагонський
Піта́йо патагонський (Colorhamphus parvirostris) — вид горобцеподібних птахів родини тиранових (Tyrannidae). Мешкає в Чилі і Аргентині. Це єдиний представник монотипового роду Патагонський пітайо (Colorhamphus).

## Опис
Довжина птаха становить 12-13,5 см, вага 10,7-13 г. Голова темно-коричнювато-сіра, скроні сіруваті. Тім'я і верхня частина тіла оливково-коричневі. Горло і груди сірі, решта нижньої частини тіла сіруваті з жовтуватим відтінком. Крила чорнувато-коричневі, коричневі покривні пера крил формують на крилах дві коричневі смуги. Хвіст чорнувато-коричневий. Очі карі. Дзьоб чорний, корткий і тонкий. Лапи чорні.

## Поширення і екологія
Патагонські пітайо гніздяться в Патагонських Андах (в Чилі на південь від Арауканії, в Аргентині на південь від Неукена і Ріо-Негро) та на Вогняній Землі. Взимку частина популяції мігрує на північ, досягаючи Кокімбо. Патагонські пітайо живуть в помірних лісах. Зустрічаються поодинці або парами, на висоті до 2000 м над рівнем моря. Живляться переважно комахами, а також насінням і дрібними плодами. Сезон розмноження триває з листопада по лютий. Гніздо відкрите, розміщується в чагарниках або на дереві. В кладці 3-4 яйця.